# Aeroporto de Nova Xavantina
O Aeroporto Nova Xavantina serve o município de Nova Xavantina. Situada em uma região de enorme riqueza natural pode encontrar no turismo ecológico uma nova fonte de renda.

## Características
- Latitude: 14º 41' 25" S
- Longitude: 52º 20' 55" W
- Piso: B
- Sinalização: S
- Pista com balizamento noturno
- Companhias aéreas:
- Distância do centro da cidade: 4,2 km
- Pista: 1490 m
- Contato:
- Rodovia BR-158, km.148 - Nova Xavantina - Fone: (66) 3438-1224
- Distância Aérea: Cuiabá 414 km; Brasília 490 km; São Paulo 1154 km; Porto Alegre 1711 km